# François Gaschon
François Gaschon ou le père Gaschon, né le 30 août 1732 à Auzelles, dans le Puy-de-Dôme et mort à Ambert le 28 novembre 1815 est un prêtre missionnaire d’Auvergne reconnu vénérable en avril 1998 par l’Église catholique. 

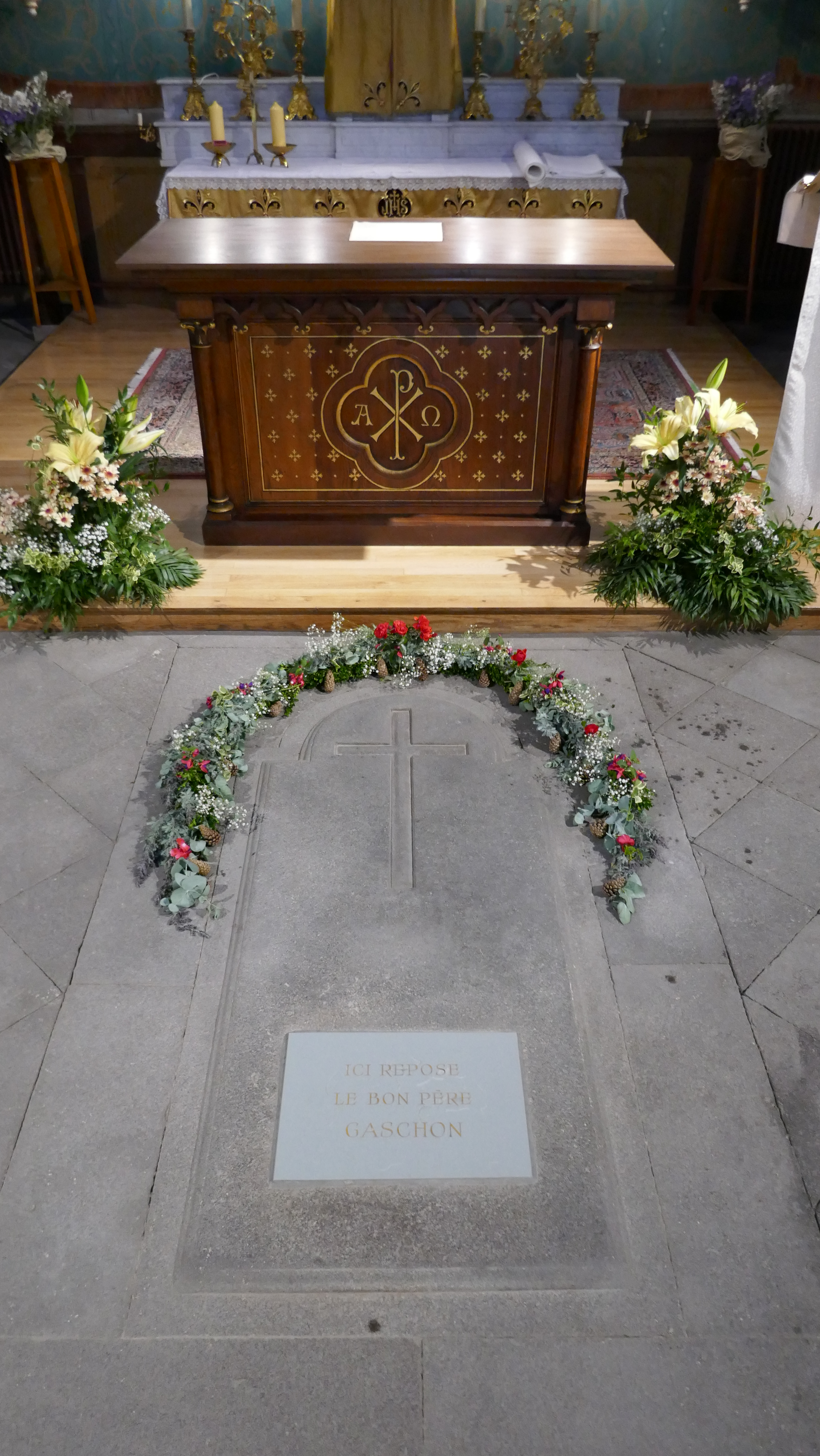
Tombe de François Gaschon

## Biographie

### Enfance
François Gaschon naît le 30 août 1732 à la Molette, un hameau du village d’Auzelles. Il est le troisième d’une fratrie de neuf enfants dans une famille exerçant les métiers de paysan et de marchand étaminier. Fils de paysans, il a été formé par eux dans son village. Il est difficile d'en savoir plus, car les premières vies qui lui ont été consacrées versaient dans le style hagiographique, sans se soucier de la vérité historique.
Au sujet de sa première communion, notons l'insistance sur l'événement du prêtre qui lui a donné le sacrement : « Il ne pouvait suffire à son bonheur, il l'exprimait par des transports, par un redoublement de ferveur : il aurait voulu le faire partager à tous ceux qui l'entouraient par ses expressions pleines de foi, de reconnaissance et d'amour ». Il n'est pas évident de savoir si nous sommes encore dans l'hagiographie, cependant ce trait de sa psychologie correspond au caractère qu'on lui connaîtra adulte.

### Études
Il commence par être formé, avec son frère aîné Annet, par l'abbé Louis Palasse, le frère de leur mère.
En 1745, son père l’envoie au collège des Jésuites de Billom, premier collège fondé en France par les Jésuites en 1556 et qui garde le souvenir de saint Jean-François Régis, enseignant à Billom de 1619 à 1622. C’est pour cette raison que, lors de sa confirmation, il voudra prendre le prénom de Jean-François.
En 1749, François part à Clermont terminer ses études et commencer sa formation théologique. Le 15 août 1754, il entre au grand séminaire tenu par la compagnie des prêtres de Saint-Sulpice ; il est ordonné prêtre le 18 décembre 1756 par François-Marie Le Maistre de La Garlaye, évêque de Clermont.
Il est durant quelque temps vicaire à Saint-Amant-Roche-Savine ; puis il part à l’université de Toulouse en 1758, où il est reçu bachelier en droit canonique le 19 juillet 1760. À son retour, il est nommé vicaire à Olliergues où il reste de 1761 à 1765. C’est durant cette période que les Jésuites sont chassés de France.

### Missionnaire
En 1766, il demande son admission chez les Missionnaires de Notre-Dame de l’Hermitage près de Noirétable, un institut diocésain dédié aux missions paroissiales, car le jeune prêtre recherche, avant tout, cet apostolat auprès du peuple des campagnes. Il est reçu définitivement le 28 août 1769, et allie une vie de prière et de pénitence à un don de prédicateur.

### Réfractaire en Livradois Forez
En 1789, lorsque éclate la Révolution française, François Gaschon a 57 ans. Étant une communauté de prêtres séculiers et non une congrégation religieuse, les missionnaires ne sont pas concernés par la suppression des ordres religieux du 13 février 1790. Mais le refus de la constitution civile du clergé du 12 juillet 1790, le décret contre les prêtres réfractaires du 29 novembre 1791, la loi du 27 mai 1792 qui ordonne la déportation de tout réfractaire et celle du 27 août 1792 qui ordonne que les prêtres réfractaires quittent la France dans un délai de 15 jours obligent les prêtres à se cacher ou à s’exiler. 
Beaucoup de prêtres quittent la France. François Gaschon décide d’y rester et de retourner dans le Livradois. Pendant cinq ans, il y exerce son ministère, envers et contre tout. Grâce à des amis, il dispose de plusieurs cachettes, y compris à Ambert où le conventionnel Étienne-Christophe Maignet semble l’avoir protégé. Cela permet à François Gaschon d’échapper, de façon parfois quasi-miraculeuse, à toutes les recherches. Il aura ainsi tenu dans toute la région le rôle avéré d’un artisan de paix évangélique.
Avec la chute de Robespierre, en 26 juillet 1794, le calme revient, et le 21 février 1795, l’État proclame la liberté des cultes. Puis les élections législatives du 21 mars et 4 avril 1797 amènent les royalistes au pouvoir, qui abrogent les dernières lois contre les réfractaires. Mais le Coup d'État du 18 fructidor an V (4 septembre 1797) fait que le gouvernement prend de nouvelles mesures contre les réfractaires qui doivent à nouveau quitter leur ministère. François Gaschon est assigné à résidence à Olliergues le 11 décembre 1797.
Le 15 juillet 1801 (26 messidor an IX), le concordat est signé entre Joseph Bonaparte, frère du premier consul et le cardinal Consalvi, secrétaire d’État du pape Pie VII. Il est ratifié par ce dernier le 15 août 1801 par la bulle Ecclesia Christi et permet le retour à une situation religieuse normale. Jean-François Périer, évêque constitutionnel, démissionne le 12 octobre (il est nommé évêque d’Avignon l’année suivante). Il est remplacé le 20 juin 1802 par Charles-Antoine-Henri Du Valk de Dampierre.

### Aumônier à Ambert
À cette époque, François Gaschon se trouve toujours à Olliergues lorsque l’abbé de Rostaing, nouveau curé d’Ambert, fait appel à lui pour l’aider. C’est ainsi qu’à 72 ans, il arrive à Ambert. Il se consacre, chaque année, au catéchisme d’une centaine d’enfants qu’il prépare à la première communion. Il est auprès de ces enfants un véritable apôtre de l’Eucharistie, sachant leur parler avec la même ferveur du Sacré-Cœur de Jésus. Son zèle continue à s’exprimer à travers ses prédications ; sa parole fait toujours une impression profonde sur les auditeurs. Il a un vrai charisme de prophétie : il exhorte l’un à assister à la messe, l’autre à la confession lorsqu’il pressent que son heure approche.
La puissance de ses forces morales venait suppléer à l’affaiblissement de ses forces physiques. Elle lui permettait de continuer à parcourir le territoire de la paroisse, afin d’apporter le réconfort des sacrements de l’église, et de rester à l’écoute des familles les plus humbles.
Le 12 août 1804, deux sœurs, Jeanne-Marie et Marguerite Dorat, originaires de Craponne-sur-Arzon prennent en charge l’hospice d’Ambert (ancien couvent des Frères mineurs récollets). Elles sont bientôt rejointes par deux compagnes, et recevront le voile en 1816 dans la congrégation de Saint-Joseph du Bon-Pasteur de Clermont. Bien que les bâtiments soient très délabrés, elles accueillent les malades, les personnes âgées, les handicapés physiques et mentaux ainsi que de nombreux enfants abandonnés.
En novembre 1806, François Gaschon s’installe à l’hôpital, comme aumônier sans titre – et donc sans rétribution – au service des plus pauvres. Il loge dans une chambre dont il tient à payer le loyer. Tous les jours, il célèbre la messe dans la chapelle au sol de terre battue, fait une instruction religieuse et une lecture pieuse, visite les malades, se promène avec les convalescents et assiste les mourants.

### Derniers jours et obsèques
Mais au matin du 27 novembre 1815, il a un malaise au moment de dire la messe ; il demande alors à recevoir les derniers sacrements. Au soir, avant de rendre son dernier soupir, il adresse ses dernières paroles aux sœurs : « Je n’ai pas pu faire du bien à cette maison de mon vivant, mais je tâcherai de lui en faire après ma mort. Pour vous, ne cessez jamais d’espérer en Celui qui ne manque point en ses promesses ». Jean-François Gaschon décède le 28 novembre 1815 dans sa 84e année. Selon la tradition rapportée au procès diocésain, plusieurs religieuses entendirent une musique céleste au moment de sa mort, et virent sur sa poitrine le dessin du Cœur Sacré de Jésus. Une foule immense se presse à ses obsèques. Sa réputation de sainteté ne fait que croître, au point d’attirer l’attention de l’évêque et des autorités civiles, jusqu’au Ministre de l’Intérieur.
Il repose depuis dans la chapelle de l’hôpital.

## Spiritualité

### Pauvreté
De l'héritage partagé entre ses trois frères, sœur et lui, François Gaschon a usé non seulement du revenu mais du fonds même, distribuant tout aux malheureux. Un jour, il cède sa chemise à «quelqu'un qui en avait plus besoin que lui». En 1802, alors qu'on lui a proposé une fort belle cure, il la refuse, disant : «Je n'ai jamais voulu d'emploi, je n'en voudrai jamais. J'ai été et je serai toujours soldat volontaire de Jésus-Christ...». Devenu aumônier de l'hospice d'Ambert de fait en 1804, il n'en veut ni du titre, ni du traitement.

### Obéissance
La hiérarchie ecclésiastique constatant qu'à Ambert, il n'y a plus réellement de prêtre digne et zélé pour tenir la paroisse. L'évêque en a le désir, et M. de Rostaing, curé en titre de la paroisse, voit cela d'un bon œil. Ainsi donc, à 72 ans, François Gaschon reçoit tout le district en charge. Mais, missionné à défaut d'être missionnaire, il se soumet. Étant de fait vicaire la paroisse d'Ambert, il a pour maxime de « ne rien entreprendre qu'il n'en ait permission expresse du curé de la paroisse ».

### Pratiques de mortification
À l'Hermitage, où pourtant l'on défend aux missionnaires les pénitences exagérées, lui, «Menu et maigre, mais fait à la fatigue, se lance à travers les mortifications comme à travers les écrasants travaux de ses missions». Pendant la Révolution, alors que son frère l'accueille pour la nuit, il n'use pas son lit, mais replace le matelas et la couverture à son lever. 

### Esprit missionnaire
En 1765, François Gaschon demande à entrer à la mission de l'Hermitage, dans le diocèse de Clermont, fondée un siècle plus tôt par un prêtre parisien. Plutôt que de pratiquer une belle rhétorique, il parle avec une familiarité expressive, pressante, entraînante, ne s'attachant qu'à être vrai et véhément. Et le peuple sent qu'il est présent à ce qu'il dit. Lorsqu'éclate la Révolution, il n'y a plus de mission, mais il se sent plus que jamais missionnaire. Il tient ainsi le maquis pendant dix ans, caché et aidé par tous les paysans. Entre 1800 et 1802, il est signalé par les registres ecclésiastiques comme résident à Olliergues, «avec les pouvoirs de missionnaire», continuant aussi de rayonner dans les paroisses alentour.

### Refus des honneurs
À la fin de ses années passées à étudier à Toulouse, François Gaschon sera docteur comme ses futurs confrères de l'Hermitage, mais sans prendre ses degrés. Plus tard, il aurait pu devenir supérieur de l'Hermitage, le domaine où vivaient les missionnaires de la région, mais il ne l'a pas voulu. Condamné par sa vie de missionnaire à être un homme en vue, il s'efforce néanmoins de vivre caché. Vers la fin de sa vie, en 1804, il devient aumônier de l'hôpital d'Ambert, mais il ne veut pas du titre qui va avec cette charge.

### Dévotion au Sacré-Cœur
Toutes les croix que laisse François Gaschon sur les places des villages après ses missions sont marquées d'un cœur. Sur son lit funèbre, comme les fidèles l'ont dépouillé de tous ses vêtements pour avoir des reliques, on voit sur sa poitrine le signe du Sacré-Cœur. On crie au miracle, mais il est plus probable que le père ait gravé lui-même l'image sur son cœur au cours de la Révolution, de façon à ne pouvoir trahir son état.

## Cause de François Gaschon

### Héroïcité des vertus
C’est en 1924 que l’évêque de Clermont, Jean-François Marnas, décide d’ouvrir la procédure de béatification. Elle se continue à Rome, mais est interrompue par la guerre. Ce n’est qu’en 1986 qu’elle sera reprise par Jean Dardel.
Une première étape est franchie, lorsque François Gaschon, par ses vertus vécues de façon héroïque, est reconnu vénérable par Jean-Paul II le 6 avril 1998.

### Procès en béatification
Sa cause en béatification continue à Rome, avec l’étude d’une guérison présumée miraculeuse, qui, si elle est reconnue, pourrait ouvrir la voie à sa béatification.

### Hommages et pèlerinage
Aujourd’hui, de nombreux pèlerins continuent de venir sur sa tombe dans la chapelle de l’hôpital dite chapelle du père Gaschon, pour demander une guérison, la résolution d’un conflit, d’un problème immobilier… Bien souvent aussi, ils viennent remercier pour les grâces reçues par son intercession.

## Annexe

### Pétition de François Gaschon à la fin de la Révolution pour régulariser sa situation
Le 4 brumaire an VI, François Gaschon se rend à Clermont-Ferrand où il adresse le billet suivant aux administrateurs du Puy-de-Dôme :

« Jean-François Gaschon, ci-devant missionnaire du clergé, habitant au lieu de Meymont, canton d'Olliergues, expose que n'ayant jamais été fonctionnaire public ni salarié par la nation ; n'ayant jamais été dénoncé, ni troublé l'ordre social, il ne croit pas être compris dans la loi qui ordonne la déportation ou la réclusion. Âgé de plus de soixante-cinq ans, l'exposant n'a possédé aucune espèce de bénéfice, il n'a prêché ni avent, ni carême. Et si, dans son ancien état de missionnaire il est quelques fois monté en chaire, il n'a jamais retiré la moindre rétribution; de sorte qu'il est impossible qu'on le considère comme fonctionnaire public ou comme ayant été salarié par la nation. Dans ces circonstances, citoyens, l'exposant, qui est dépourvu de toute espèce de fortune, espère avec la plus grande confiance que votre amour pour l'humanité et pour la justice vous déterminera à le laisser en liberté dans le canton qu'il habite, sous la surveillance des autorités constituées. «Gaschon.» »